# Wolfgang Killias
Wolfgang Killias (* 10. Februar 1795 in Chur; † 18. September 1868 ebenda) war ein Schweizer Techniker und Eisenbahnpionier.

## Leben

### Familie
Wolfgang Killias war der Sohn des Zunftmeisters Andreas Killias und dessen Ehefrau Magdalena (geb. Gillardon).
Er war mit Emilie (geb. Herrli) verheiratet; gemeinsam hatten sie vier Kinder, zu diesen zählte auch der spätere Mediziner und Naturforscher Eduard Killias.
1830 siedelte die Familie nach Mailand über und kehrte 1840 nach Chur zurück.

### Werdegang
Nach einer Ausbildung, die sowohl kaufmännische als auch technische Studien beinhaltete, war Wolfgang Killias von 1830 bis 1840 Bauleiter der Bahnstrecke Mailand-Monza, deren Endpunkt der Bahnhof Monza war.
1843 beauftragte ihn der Kleine Rat, mit den österreichischen Behörden über die Bedingungen eines Gebietstausches im Münstertal und Puschlav und zum Bau einer Post- und Handelsstrasse durch das Engadin zu verhandeln.
1847 verhandelte er in London über den geplanten Bau der Lukmanierbahn, nachdem er sich bereits seit 1845, gemeinsam mit Richard La Nicca, hierfür eingesetzt hatte.
1848 wurde er vom Vorort nach Frankfurt am Main gesandt, um dort die Interessen des schweizerischen Handels zu vertreten; 1849 erfolgte seine Abberufung aus Frankfurt, um als provisorischer Zollsekretär bei der eidgenössischen Zollkommission tätig zu werden.
In der Zeit von 1849 bis 1853 war er als Beamter erster Sekretär des Eidgenössischen Zoll- und Handelsdepartements (heute Eidgenössisches Departement für Wirtschaft, Bildung und Forschung) beim damaligen Vorsteher Friedrich Frey-Herosé.
1853 wurde er in das Direktorium der Schweizerischen Südostbahn (nicht zu verwechseln mit der 2001 gegründeten Schweizerischen Südostbahn) bestellt, die den Bau der Lukmanierbahn anstrebte.
Nach deren Gründung am 1. Mai 1857 war er im Direktorium der Eisenbahngesellschaft Vereinigte Schweizerbahnen. 1863 verliess er, nach dem Scheitern des Lukmanierbahn-Projektes für die Strecke Disentis/Mustér–Biasca, das wegen der Gotthardbahn aufgegeben werden musste, die Eisenbahngesellschaft wieder.
Wolfgang Killias pflegte einen mehrjährigen Briefverkehr mit dem Politiker und Eisenbahnpionier Alfred Escher.

## Mitgliedschaften
Wolfgang Killias war Gründungsmitglied der 1825 gegründeten Naturforschenden Gesellschaft Graubündens.